# Харитонов, Яков Моисеевич
Яков Моисеевич Харитонов (25 июля 1921 — февраль 1992) — участник Великой Отечественной войны, полный кавалер ордена Славы. Старший разведчик-наблюдатель батареи 540-го армейского миномётного полка, гвардии ефрейтор — на момент представления к награждению орденом Славы 1-й степени.

## Биография
Родился 25 июля 1921 года в деревне Утяково (ныне — Зеленодольского района Татарии). Окончил 7 классов. Работал столяром-модельщиком на заводе в городе Зеленодольск.
В Красную Армию призван в сентябре 1940 года. Проходил службу в Забайкальском военном округе в составе 492-го гаубичного артиллерийского полка 152-й стрелковой дивизии 16-й армии. В июле 1941 года армия была направлена на Западный фронт и участвовала в Смоленском сражении.
В августе того же года после кровопролитных боёв и больших потерь части армии были переданы 20-й армии и участвовали в боях под Вязьмой. Там же Я. М. Харитонов был ранен и отправлен в госпиталь в город Рязань. После излечения весной 1942 года направлен артиллерийским мастером в 48-й гвардейский стрелковый полк 17-й гвардейской стрелковой дивизии. Воевал на Калининском, 1-м Прибалтийском и Западном фронтах. Участвовал в оборонительных боях в районе города Белый, в Ржевско-Вяземской наступательной операции, освобождении городов Духовщина и Рудня, наступлении на витебском направлении. В мае 1944 года вновь ранен. После госпиталя воевал в составе 540-го армейского миномётного полка 49-й армии 2-го Белорусского фронта.
Разведчик батареи гвардии ефрейтор Харитонов в ходе Могилёвской операции 23 июня 1944 года перед форсированием стрелковыми подразделениями реки Проня в районе села Головичи установил координаты двух пулемётных точек противника, которые были уничтожены огнём артиллерии. Это позволило стрелковым подразделениям преодолеть реку с наименьшими потерями.
Приказом командующего войсками 49-й армии от 14 сентября 1944 года за мужество, проявленное в боях с врагом, гвардии ефрейтор Харитонов награждён орденом Славы 3-й степени.
В дальнейшем Я. М. Харитонов участвовал в уничтожении могилёвской группировки противника, Минской и Белостокской наступательных операциях, форсировании реки Нарев.
В ночь на 9 октября 1944 года Xаритонов одним из первых переправился через реку Нарев в районе города Новогруд и при отражении контратак противника из личного оружия поразил трёх противников. В течение суток обнаружил четыре пулемёта и миномётную батарею. Выполняя задание, дважды переплывал реку. По сообщённым координатам цели были подавлены.
Приказом по 49-й армии от 13 декабря 1944 года гвардии ефрейтор Харитонов награждён орденом Славы 2-й степени.
В январе-марте 1945 года он участвовал в Восточно-Прусской и Восточно-Померанской операциях.
7 марта 1945 года в районе деревни Ольпух старший разведчик-наблюдатель батареи Я. М. Xаритонов, находясь в боевых порядках пехоты, под сильным артиллерийско-миномётным огнём противника обнаружил и своевременно сообщил на огневые позиции батареи о месте скопления немецкой пехоты и расположении двух ручных пулемётов, которые в дальнейшем были уничтожены, а пехота рассеяна.
15 марта в боях за железнодорожную станцию Банино он засёк координаты двух пулемётных точек, 105-миллиметрового орудия, четырёх танков и скопления пехоты. Все цели были уничтожены.
17 марта при отражении контратаки противника в 7 километрах западнее города Цоппот, находясь в боевых порядках наступающих стрелковых подразделений, Харитонов лично из своего оружия уничтожил семь противников.
Указом Президиума Верховного Совета СССР от 29 июня 1945 года за мужество, отвагу и героизм, проявленные в борьбе с захватчиками, гвардии ефрейтор Харитонов Яков Моисеевич награждён орденом Славы 1-й степени.
Войну закончил на Эльбе. В мае 1946 года старшина Харитонов демобилизован. Жил в городе Зеленодольск. Работал плотником на заводе.
Награждён орденами Отечественной войны 1-й степени, Славы 1-й, 2-й и 3-й степени, медалями.
Умер в феврале 1992 года.